# Phrynobatrachus versicolor
Phrynobatrachus versicolor es una especie  de anfibios de la familia Ranidae.

## Distribución geográfica
Se encuentra en  Burundi, República Democrática del Congo, Ruanda y Uganda. 

## Estado de conservación
Se encuentra amenazada de extinción por la pérdida de su hábitat natural.